# Hakea purpurea
Hakea purpurea är en tvåhjärtbladig växtart som beskrevs av William Jackson Hooker. Hakea purpurea ingår i släktet Hakea och familjen Proteaceae. Inga underarter finns listade i Catalogue of Life.